# Brożajcie
Brożajcie (niem. Broszaitschen, 1938–1945 Brosen) – osada w Polsce, w województwie warmińsko-mazurskim, w powiecie gołdapskim, w gminie Banie Mazurskie.
W latach 1975–1998 miejscowość należała administracyjnie do województwa suwalskiego.

## Nazwa
28 marca 1949 r. ustalono urzędową polską nazwę miejscowości – Brożajcie, określając drugi przypadek jako Brożajci, a przymiotnik – brożajcki.
Obecnie w miejscowości nie ma zabudowy.